# 大神保町
大神保町（おおじんぼうちょう）は、千葉県船橋市にある町名。郵便番号は274-0082である。

## 地理
船橋市の北西部に位置する。

## 歴史
大神保の集落は古くから存在し、1286年（弘安9年）の板碑がその存在を示唆している。文献上では、1410年（応永17年）の『浄光院文書』に初めて登場する。
江戸時代初期の1602年（慶長7年）の検地帳には「神保之郷」と記されており、その後、旗本の大田氏の知行地となり幕末まで存続した。
ちなみに、延宝年間には幕府領の小金牧の一部であった原野が開墾されると、神保新田が新たに開村している。
1889年（明治22年）、大神保と神保新田は豊富村の大字となり、1955年（昭和30年）にそれぞれ船橋市大神保町・神保町となった。
「神保」の名称は中世の文献に頻出し「臼井庄神保郷」「神保御厨」などの記録がある。地名の由来としては「保」が古代後期～中世の行政区画であることから神社領を示す説が有力だが、「じんぼ(う)」が低湿地を指す可能性もあるともいわれており、定まってない。

## 世帯数と人口
2017年（平成29年）11月1日現在の世帯数と人口は以下の通りである。
| 町丁     | 世帯数 | 人口  |
| -------- | ------ | ----- |
| 大神保町 | 63世帯 | 156人 |

## 小・中学校の学区
市立小・中学校に通う場合、学区は以下の通りとなる。
| 番地 | 小学校             | 中学校             |
| ---- | ------------------ | ------------------ |
| 全域 | 船橋市立豊富小学校 | 船橋市立豊富中学校 |

## 町内を通る道路
- 千葉県道288号夏見小室線

## 周辺の施設や工場など
- 千葉製鋼
- ジーエル化学工業

## 隣接する町名
- 小野田町
- 神保町
- 豊富町
- 鈴身町

## 周辺の自然や名所など
- 千葉県立船橋県民の森
- 船橋やすらぎの里
- 西福寺